# Apodectes
Apodectes (en llatí Apodectae, en grec antic ἀποδέκται 'apodektai' literalment 'receptors', 'recaptadors') eren uns oficials públics a Atenes introduïts per Clístenes en substitució d'uns antics magistrats anomenats colàcretes.
Eren deu, designats per sorteig, un per cada tribu, i exercien un control general sobre els oficials encarregats de recollir els ingressos. Tenien el deure de recollir tots els diners recaptats i distribuir-los a cada una de les branques de l'administració que pertocava. Elaboraven llistes de tots els que devien diners a l'estat, anotaven els ingressos i esborraven els deutes pagats. Podien decidir sobre assumptes relacionats amb problemes entre els oficials i els contribuents, però si era un cas important ho havien de portar als tribunals. En parlen Juli Pòl·lux, l'Etymologicum Magnum i Eli Harpocració.